# MITRE Corporation
A MITRE Corporation é uma organização americana sem fins lucrativos com sede dupla em Bedford, Massachusetts, e McLean, Virgínia. Ela gerencia Centros de Pesquisa e Desenvolvimento Financiados pelo Governo Federal, apoiando várias agências governamentais dos EUA nas áreas de aviação, defesa, saúde, segurança interna e segurança cibernética, entre outras.
A MITRE foi fundada em 1958 como um laboratório de ideias militar, derivada do radar e da pesquisa de computadores do MIT Lincoln Laboratory. Com o passar dos anos, o campo de estudo da MITRE se diversificou bastante. Na década de 1990, com o fim da Guerra Fria, as empresas privadas reclamaram que a MITRE tinha uma vantagem injusta na concorrência por contratos civis; em 1996, isso fez com que os projetos civis fossem transferidos para uma nova empresa, a Mitretek. A Mitretek foi renomeada para Noblis em 2007.

## Etimologia
O nome MITRE foi criado por James McCormack Jr., um dos membros originais do conselho de administração. O nome não é um acrônimo, embora várias alegações de que é possam ser encontradas on-line. Originalmente sempre visto em letras maiúsculas, a MITRE começou a usar a capitalização normal na época da transição para Mitretek, mas ambas as formas ainda podem ser amplamente encontradas.

## História

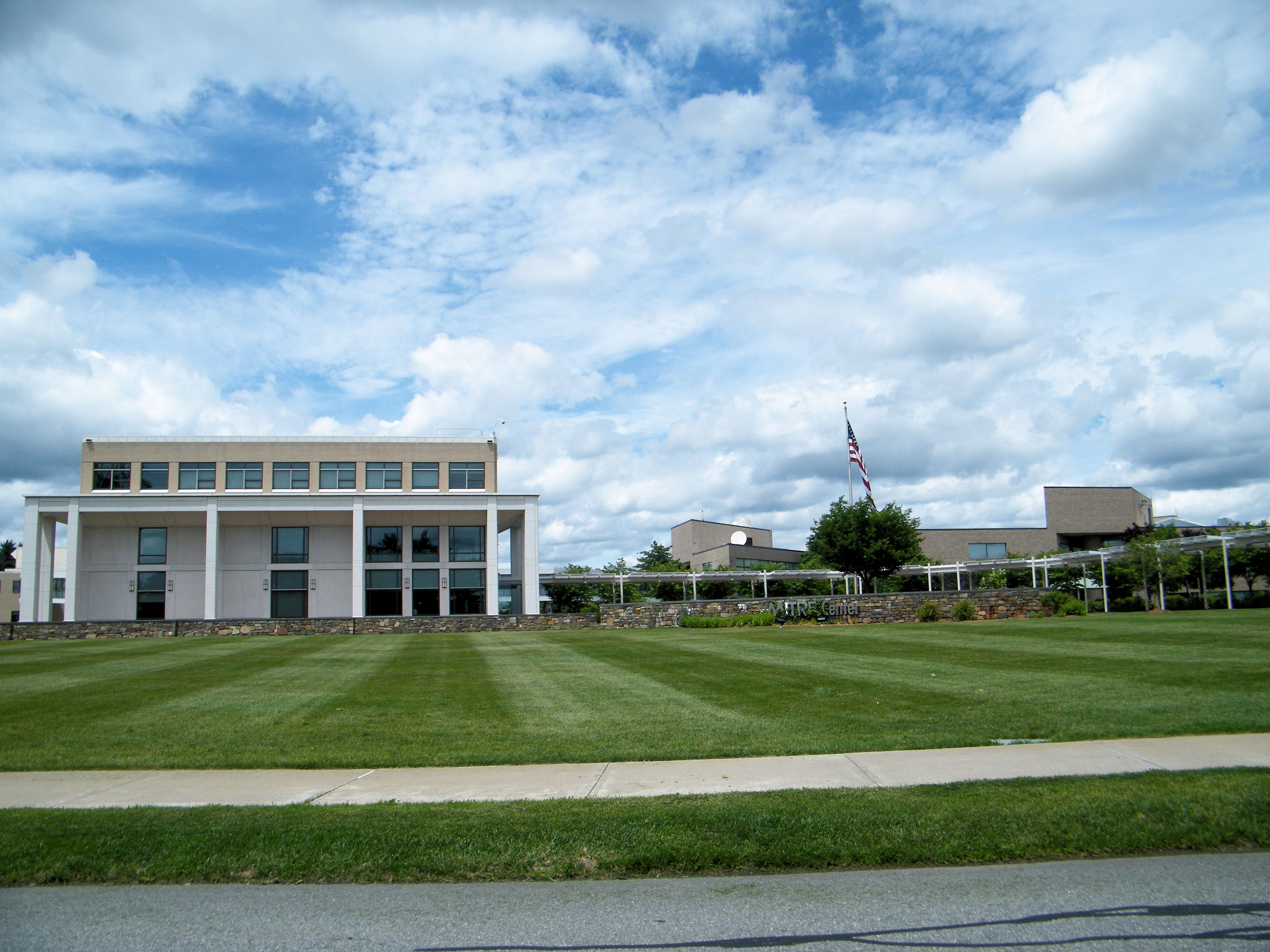
O MITRE Center em Bedford, Massachusetts, em 2009

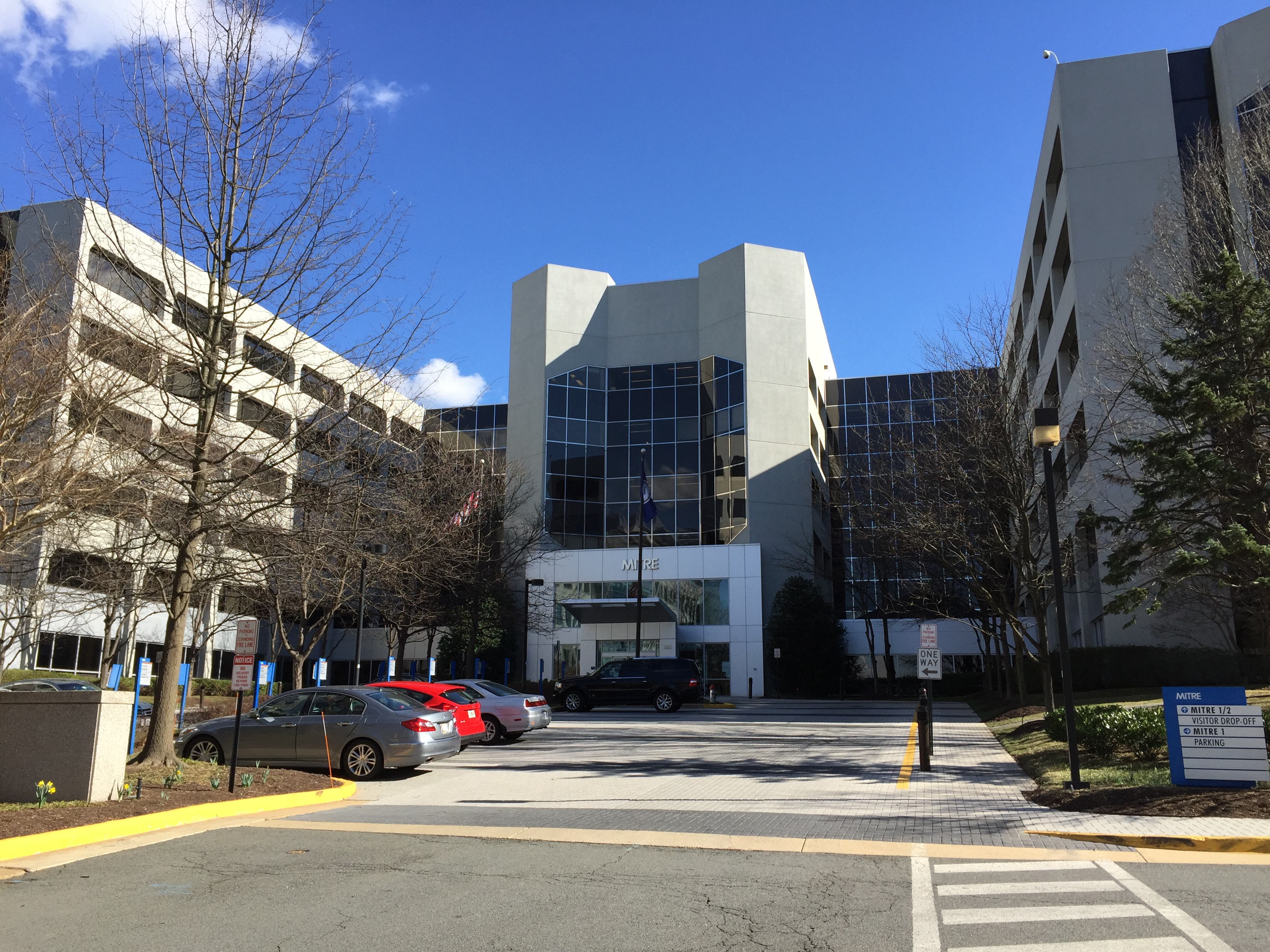
Escritórios da MITRE em McLean, Virgínia, em 2017; a empresa está presente em McLean desde 1963.

A MITRE foi fundada em Bedford, Massachusetts, em 1958, derivado do MIT Lincoln Laboratory. Os primeiros funcionários da MITRE estavam desenvolvendo o sistema Semi-Automatic Ground Environment (SAGE) e a defesa aeroespacial como parte da Divisão 6 do Lincoln Labs. Eles estavam especificamente envolvidos na pesquisa e na engenharia do projeto do MIT.
A liderança inicial da MITRE foi descrita como "uma mistura de homens" afiliados à Fundação Ford, ao Instituto de Análises de Defesa, à RAND Corporation, à System Development Corporation (SDC) e às Forças Armadas dos Estados Unidos, incluindo Horace Rowan Gaither, James Rhyne Killian, James McCormack Jr. e Julius Adams Stratton.
Em abril de 1959, foi comprado um terreno em Bedford, Massachusetts, perto da Base da Força Aérea de Hanscom, para desenvolver um novo laboratório Mitre, que foi ocupado pela Mitre em setembro de 1959. A MITRE estabeleceu um escritório em McLean em 1963, e tinha aproximadamente 850 funcionários técnicos em 1967. A MITRE registrou o primeiro domínio .org em 10 de julho de 1985, que continua a ser usado pela empresa. Durante a década de 1980, o hacker alemão Markus Hess usou uma conexão Mitre Tymnet não segura como ponto de entrada para invasões no Departamento de Defesa dos EUA, no Departamento de Energia dos EUA e na NASA. Em 1989, a empresa tinha milhares de funcionários em Bedford e McLean; aproximadamente 3.000 funcionários da divisão de "comando, controle, comunicações e inteligência" supervisionavam os projetos militares, enquanto os projetos não militares eram administrados pela divisão civil, que tinha aproximadamente 800 funcionários baseados em McLean.
Na década de 1990, a MITRE havia se tornado uma "empresa de engenharia multifacetada com uma ampla gama de clientes", de acordo com Kathleen Day, do The Washington Post. A MITRE trabalhou em software de rede neural, no serviço de telecomunicações de longa distância FTS2000 para a Administração de Serviços Gerais e em um novo sistema de computador para a Comissão de Valores Mobiliários dos EUA. Em 29 de janeiro de 1996, a Mitre se dividiu em duas entidades: A MITRE Corporation, para se concentrar em seus Centros de Pesquisa e Desenvolvimento Financiados pelo Governo Federal para o Departamento de Defesa e a Administração Federal de Aviação; e uma nova empresa estabelecida em McLean, chamada Mitretek Systems até 2007 e agora chamada Noblis, para assumir o trabalho de pesquisa para outras agências do governo dos EUA.

## Organização
A MITRE reestruturou suas operações de pesquisa e desenvolvimento em meados de 2020, formando a MITRE Labs. Aproximadamente metade dos funcionários da MITRE trabalha na unidade, que busca "ampliar ainda mais o impacto da organização matriz nos Centros de Pesquisa e Desenvolvimento Financiados pelo Governo Federal e com parceiros no meio acadêmico e no setor industrial".
A fundação sem fins lucrativos MITRE Engenuity (ou simplesmente Engenuity) foi lançada em 2019 "para colaborar com o setor privado na solução de problemas de todo o setor com a defesa cibernética" em colaboração com parceiros corporativos. A fundação criou o Centro de Defesa Informada sobre Ameaças, que tem 23 organizações membros com equipes de segurança cibernética, incluindo Fujitsu e Microsoft. Em setembro de 2020, o Centro de Defesa Informada sobre Ameaças da Engenuity e seus parceiros lançaram a Biblioteca de Emulação de Adversários, um projeto hospedado no GitHub que fornece planos de emulação para download a grupos de segurança de rede sem nenhum custo. O primeiro plano da biblioteca foi focado no proeminente grupo de crimes cibernéticos FIN6. A MITRE já havia lançado planos de emulação para os grupos de hackers chineses e russos Ameaça Persistente Avançada (APT3) e APT29 em 2017 e 2020, respectivamente. Em março de 2021, a Engenuity criou o programa de treinamento MITRE ATT&CK Defender para educar e certificar profissionais de segurança cibernética.

### Centros de Pesquisa e Desenvolvimento Financiados pelo Governo Federal
A MITRE gerencia seis Centros de Pesquisa e Desenvolvimento Financiados pelo Governo Federal. O Centro de Engenharia de Segurança Nacional, anteriormente conhecido como Centro de Pesquisa e Desenvolvimento Financiado pelo Governo Federal C3I até 2011, trata de questões de segurança nacional para o Departamento de Defesa.
O Centro de Desenvolvimento de Sistemas Avançados de Aviação da MITRE apoia a Administração Federal de Aviação, uma agência do Departamento de Transportes dos Estados Unidos.
O Centro de Modernização Empresarial da organização, que se concentra na modernização de empresas, foi estabelecido como o Centro de Pesquisa e Desenvolvimento Financiado pelo Governo Federal IRS em 1998, antes de ser renomeado em agosto de 2001. Originalmente patrocinado pelo Internal Revenue Service (um departamento do Departamento do Tesouro), o Departamento de Assuntos de Veteranos entrou como copatrocinador em 2008, e a Administração do Seguro Social entrou como co-patrocinadora em 2018.
O Instituto de Engenharia e Desenvolvimento de Sistemas de Segurança Interna da MITRE realiza trabalhos para o Departamento de Segurança Interna, como a manutenção da lista do departamento executivo federal das 25 falhas de software mais comuns. O instituto foi criado em 2009, após a aprovação da Lei de Segurança Interna de 2002, e, juntamente com o Instituto de Estudos e Análise de Segurança Interna, substituiu o Instituto de Segurança Interna.
A CMS Aliança para Modernização da Assistência Médica da MITRE foi criada em 2012 como o Centro de Pesquisa e Desenvolvimento Financiado pelo Governo Federal dos Centros de Serviços Medicare e Medicaid. O centro é patrocinado pelo Centros de Serviços Medicare e Medicaid, uma agência do Departamento de Saúde e Serviços Humanos.
A MITRE gerencia o Centro de Segurança Cibernética Nacional desde 2014, após o recebimento de um contrato único de US$ 5 milhões de "entrega indefinida, quantidade indefinida" do Instituto Nacional de Ciência e Tecnologia para um centro de pesquisa dedicado à segurança cibernética. A MITRE apoiará o trabalho do instituto "relacionado a soluções de segurança cibernética compostas de componentes comerciais e a integração de tecnologia para criar sistemas de informação confiáveis para agências governamentais".
Atualmente, a MITRE detém o contrato para administrar e fornecer gerenciamento para o JASON, um grupo consultivo para o governo federal formado por cientistas.

### Políticas
O Centro de Políticas Orientadas por Dados da MITRE, criado em 2020, busca "fornecer percepções baseadas em evidências, objetivas e apartidárias, para a formulação de políticas governamentais".
O Centro de Tecnologia e Segurança Nacional, agora parte do Centro de Políticas Orientadas por Dados, foi criado para vincular a MITRE "a altos funcionários do governo para fins de pesquisa e desenvolvimento". Em 2020, os membros do conselho consultivo incluíam John F. Campbell, Lisa Disbrow, William E. Gortney, Robert B. Murrett e Robert O. Work.

## Projetos

### Segurança nacional
As forças militares dos EUA, especialmente a Força Aérea, foram os principais patrocinadores iniciais; de acordo com a Air Force Magazine, a MITRE foi criada "como uma empresa técnica sem fins lucrativos com finalidade especial para realizar o trabalho de engenharia de sistemas do SAGE". O ramo de serviço de guerra aérea teve dificuldades para identificar uma empresa com fins lucrativos para desenvolver o sistema de defesa, portanto a MITRE foi contratada para atuar na engenharia de sistemas. Posteriormente, a MITRE projetou sistemas de defesa aérea para os EUA e seus aliados, melhorando o rastreamento de aeronaves e mísseis, bem como a capacidade de interceptação de comunicações. A empresa também ajudou a projetar as instalações do Complexo da Montanha Cheyenne, no Colorado, que opera o sistema de Comando de Defesa Aeroespacial da América do Norte. Na década de 1970, a MITRE continuou apoiando projetos militares, como o AWACS e o Sistema de Distribuição de Informações Táticas Conjuntas, e "[ajudando] agências civis a desenvolver sistemas de informação para transporte, medicina, aplicação da lei, exploração espacial e limpeza ambiental".
A MITRE concluiu o trabalho de engenharia de software para o Distributed Common Ground System e ajudou a Organização do Tratado do Atlântico Norte a criar padrões de dados de inteligência, vigilância e reconhecimento. A empresa também trabalhou com a Multi-Sensor Aerospace-Ground Joint ISR Interoperability Coalition para garantir a formatação adequada para os dados do sensor ISR. Em 2018, a MITRE desenvolveu a estratégia "Entrega sem compromisso" para o Departamento de Defesa, propondo recomendações para a segurança da cadeia de suprimentos. A MITRE e o Instituto Mitchell da Associação da Força Aérea publicaram um relatório em 2019 recomendando tecnologias aprimoradas para o comando, controle e comunicações nucleares dos EUA, alertando que alguns dos primeiros satélites do sistema são "vulneráveis a ataques e interferências eletrônicas". A empresa também publicou um relatório exigido pelo governo com recomendações para o inventário da Força Aérea em 2030. O Departamento de Assuntos de Veteranos contratou a MITRE para fornecer recomendações para implementação e integração de programas do Forever GI Bill.
A MITRE também se concentrou na competição entre grandes potências; em 2020, a empresa publicou um artigo sobre redes 5G e a competição entre a China e os EUA.

### Espaço aéreo, Sistema de Posicionamento Global (GPS) e aeroespacial
Além do trabalho militar, os primeiros projetos da MITRE incluíam melhorias no controle de tráfego aéreo para a Administração Federal de Aviação. Durante a década de 1980, a MITRE ajudou a modernizar o Sistema Aéreo de Alerta e Controle da Força Aérea e a melhorar a constelação de satélites de comunicação Milstar. A empresa também trabalhou em uma grande revisão do sistema de controle de tráfego da Administração Federal de Aviação, bem como na tecnologia de sensores para rastrear aeronaves furtivas. Em 1997, a MITRE patrocinou um programa de pesquisa relacionado às antenas de anulação adaptativa do Sistema de Posicionamento Global (GPS). A MITRE também forneceu equipamentos de geração de sinais do sistema global de navegação por satélite para testes no Campo de Teste de Mísseis de White Sands do Exército dos Estados Unidos. O satélite geoestacionário Navigation Technology Satellite-3 do Laboratório de Pesquisa da Força Aérea usará a Arquitetura de Teste do Sistema Global de Navegação por Satélite da MITRE para "implementar a capacidade do equipamento do usuário".
A MITRE trabalhou no Sistema Anticolisão de Tráfego do sistema Next Generation Air Transportation (NextGen), um projeto de modernização do Sistema Nacional do Espaço Aéreo. O Laboratório de Demonstração e Experimentação Integradas para Aeronáutica da MITRE tem avaliado o impacto de novas tecnologias para a Administração Federal de Aviação desde 1992. Além do gerenciamento do tráfego aéreo e das regulamentações da aviação, o grupo trabalhou na fusão de operações de veículos aéreos não tripulados no Sistema Nacional do Espaço Aéreo, bem como na definição de como o sistema funcionará em 2035, uma década após a implementação programada do NextGen.
A MITRE explorou o uso de dispositivos móveis para a comunicação de regras de voo por instrumentos, especificamente autorizações em aeroportos que não dispõem de autorização de pré-partida/dados de autorização de comunicação. O aplicativo Pacer de aplicação web da empresa usa dados do Gerenciamento de Informações de Sistema e do Sistema de Gerenciamento de Fluxo de Tráfego, bem como os horários de partida das companhias aéreas e da aviação geral para "melhorar a forma como os operadores solicitam e obtêm autorizações de partida".
A MITRE também concluiu o trabalho de controle de tráfego aéreo e segurança para a Autoridade de Aviação Civil de Singapura. A unidade da empresa sediada em Singapura foi contratada para considerar como a inteligência artificial, o aprendizado de máquina e o reconhecimento de fala poderiam ser usados para melhorar os sistemas de gerenciamento de tráfego aéreo. Entre as inovações da MITRE estava um "protótipo de reconhecimento de fala que automatizará e reduzirá o processo de transcrição durante uma investigação de incidente de aviação".
A MITRE e o Laboratório de Pesquisa Naval dos Estados Unidos desenvolveram a antena Frequency-scaled Ultra-wide Spectrum Element (FUSE) para aumentar a velocidade de transferência de dados entre usuários terrestres e satélites. O Meshbed, um CubeSat lançado em órbita pelo Polar Satellite Launch Vehicle da Organização Indiana de Pesquisa Espacial em novembro de 2019, testará a eficácia da antena. A MITRE recebeu três patentes para a antena.

### Segurança cibernética e integridade eleitoral
A estrutura MITRE ATT&CK, lançada em 2015, foi descrita pela Computer Weekly como "o serviço gratuito e globalmente acessível que oferece informações abrangentes e atuais sobre ameaças à segurança cibernética" para as organizações, e pela TechTarget como uma "base de conhecimento global de atividades, técnicas e modelos de ameaças". A estrutura foi usada pela Agência de Segurança Cibernética e de Infraestrutura e pelo FBI. A versão 14.1 foi lançada em outubro de 2023. De acordo com um estudo de 2020 publicado pela Universidade da Califórnia, Berkeley e pela empresa de software de segurança McAfee, 80% das empresas usam a estrutura para segurança cibernética.
O Structured Threat Information eXchange (STIX), descrito como uma "linguagem de compartilhamento de informações sobre ameaças cibernéticas de máquina para máquina", foi desenvolvido pela MITRE e pelo Departamento de Segurança Interna. O programa facilita o compartilhamento de informações entre o setor, as operadoras de infraestrutura crítica e o governo a fim de reduzir os ataques cibernéticos" e permite que os participantes compartilhem dados por meio do Trusted Automated eXchange of Indicator Information (TAXII). A governança do programa foi concedida ao consórcio global sem fins lucrativos OASIS em 2015, e o STIX 2.0 foi aprovado em 2017.
Em setembro de 2020, a Força Aérea dos EUA concedeu um contrato de US$ 463 milhões para continuar o trabalho para o Centro de Engenharia de Segurança Nacional, um Centro de Pesquisa e Desenvolvimento Financiado pelo Governo Federal que apoia o Departamento de Defesa e a Comunidade de Inteligência dos Estados Unidos. O contrato fornecerá serviços de segurança cibernética, eletrônica, tecnologia da informação, sensores e engenharia de sistemas em Bedford e McLean por um ano. A Microsoft e a MITRE fizeram uma parceria no código aberto Adversarial Machine Learning Threat Matrix em colaboração com a IBM, Nvidia e instituições acadêmicas. Lançada em outubro de 2020, a estrutura foi "projetada para organizar e catalogar técnicas conhecidas de ataques contra sistemas de aprendizado de máquina, para informar os analistas de segurança e fornecer-lhes estratégias para detectar, responder e remediar ameaças".
Em fevereiro de 2020, a MITRE lançou o SQUINT, um aplicativo gratuito que permite que os funcionários eleitorais relatem informações incorretas nas mídias sociais; o aplicativo estava sendo usado por onze estados dos EUA, em outubro de 2020. A empresa também estabeleceu o Laboratório Nacional de Segurança Eleitoral, oferecendo avaliações de risco gratuitas para sistemas de votação.
Outros projetos incluem o banco de dados Common Vulnerabilities and Exposures (CVE) de vulnerabilidades e exposições relacionadas à segurança da informação e o sistema de categorias Common Weakness Enumeration (CWE) para pontos fracos e vulnerabilidades de software.

### Inovação governamental
A MITRE e a empresa startup britânica Simudyne fizeram uma parceria para converter um modelo de risco financeiro "baseado em agentes" de "vendas de ativos e fuga de investidores de bancos e fundos em um produto comercial". O novo sistema baseia-se em um sistema que a MITRE havia criado anteriormente para o Departamento do Tesouro. A MITRE também pesquisou a política de computação em nuvem, ajudou o governo federal dos EUA a identificar comentários fraudulentos destinados a "falsificar" o apoio público a posições inexistentes durante o processo de elaboração de normas, e aumentou a taxa de conformidade de contribuintes inadimplentes do Departamento de Receita da Pensilvânia.

### Assistência médica
Em 1982, a MITRE foi a autora de uma proposta para o Departamento de Estado chamada "Erradicação da Cannabis em Nações Estrangeiras Ocidentais". Nessa proposta, foi delineado um plano para erradicar a cannabis nas nações participantes em 121 dias, por US$ 19 milhões. O relatório discutia o uso e as considerações de segurança do paraquat. O plano teria sido distribuir o paraquat por via aérea sobre as plantações de maconha. Uma preocupação de segurança era a contaminação das plantações de alimentos cultivadas junto com as plantações de maconha. Um estudo conduzido em ratos pela Imperial Chemical Industries foi citado no relatório e afirmava que o paraquat apresentava baixos riscos à saúde. O Serviço de Saúde Pública dos EUA comentou sobre esse estudo dizendo que, devido à metaplasia escamosa presente no trato respiratório dos ratos, "esse estudo não deve ser usado para calcular a dose segura de inalação do paraquat em humanos".
Durante a década de 1980, a MITRE trabalhou em um projeto de imagem radiológica digital para o Hospital Universitário MedStar Georgetown e em uma atualização do MEDLINE para o Instituto Nacional de Saúde. O Synthea, o sistema de dados sintéticos de código aberto da MITRE, "espelha informações reais da população em termos de demografia, carga de doenças, vacinas, visitas médicas e determinantes sociais", e busca "imitar como cada paciente progride do nascimento à morte por meio de representações modulares de várias doenças e condições". O conjunto de dados de pacientes SyntheticMass da MITRE, baseado em residentes "fictícios" de Massachusetts, foi formatado pela Fast Healthcare Interoperability Resources e disponibilizado para desenvolvedores via Google Cloud em 2019.

#### Covid-19
Em março de 2020, durante a pandemia da COVID-19, a MITRE publicou um relatório branco alegando que o número de casos confirmados e relatados de COVID-19 "sub-representam significativamente o número real de infecções domésticas ativas por COVID-19" nos Estados Unidos. A MITRE disse que a lacuna se devia à "capacidade limitada de testes e ao período de vários dias de infectividade assintomática associada ao patógeno da COVID-19". A MITRE gerenciou a Comissão de Segurança e Qualidade em Casas de Repouso para Coronavírus, anunciada pelo governo de Donald Trump em junho de 2020, para "avaliar de forma independente e abrangente" as respostas à pandemia e "oferecer recomendações acionáveis para informar futuras respostas a surtos de doenças infecciosas em casas de repouso".
Os Centros de Controle e Prevenção de Doenças financiaram um projeto de US$ 16,5 milhões liderado pela MITRE para criar uma ferramenta de código aberto duradoura chamada Alerta Sara, para monitorar os sintomas dos americanos expostos à COVID-19. A MITRE desenvolveu a ferramenta gratuita em colaboração com várias organizações nacionais de saúde pública, bem como agências de saúde locais e estaduais. Em abril de 2020, o Alerta Sara foi lançado no Arkansas e estava sendo testado em Danbury, Connecticut, bem como nas Ilhas Marianas do Norte, com dados mantidos pela Associação de Laboratórios de Saúde Pública. O Alerta Sara estava sendo usado em Idaho, Maine, Pensilvânia e Virgínia no final de maio, e em Guam em outubro. Desde janeiro de 2021, a MITRE co-lidera uma coalizão conhecida como Iniciativa de Credencial de Vacinação, composta por mais de 300 organizações de tecnologia e saúde que desenvolvem um padrão técnico para verificar a vacinação e outras informações clínicas.

## Governança corporativa

### Liderança
Clair William Halligan, engenheiro elétrico, foi o primeiro presidente da MITRE até 1966, quando se tornou presidente do comitê executivo da empresa. Ele se aposentou em 1968. John L. McLucas sucedeu Halligan como presidente. Robert Everett atuou como presidente de 1969 a 1986. Os ocupantes subsequentes da função de presidente e CEO incluíram Charles S. Zraket (1986-1990), Barry Horowitz (1990-1996), Victor A. DeMarines (1996-2000), Martin C. Faga (2000-2000), e Alfred Grasso (2006-2017). Jason Providakes tornou-se o atual presidente e CEO em 2017.
Jay Schnitzer atua como CTO e diretor médico. Em 2020, ele liderou um esforço nacional para combater a COVID-19 em nome da MITRE e de 50 empresas parceiras, prestadores de serviços de saúde e pesquisadores. A MITRE nomeou Charles Clancy como seu primeiro chefe de futurismo em 2020 e reestruturou-se para criar o MITRE Labs.
Em 2023, os membros eram Rodney E. Slater (presidente), Sue Gordon (vice-presidente), Lance Collins, Maury W. Bradsher, Yvette Meléndez, George Halvorson, Paul G. Kaminski, Adalio T. Sanchez, Cathy Minehan, John H. Noseworthy e Jan E. Tighe.

## Parcerias
A Aliança para Ensaios Clínicos em Oncologia, a Sociedade Americana de Oncologia Clínica e a MITRE fizeram uma parceria na Iniciativa mCODE para recomendar padrões de dados para prontuários eletrônicos de saúde de pacientes com câncer. A MITRE apoia o Grupo de Especialistas em Segurança Interna, que foi descrito como "um grupo independente e apartidário de especialistas em segurança interna e contraterrorismo que educa o público e os líderes governamentais, incluindo o secretário de segurança interna".
A MITRE tornou-se membro fundadora do Centro de Análise e Compartilhamento de Informações Espaciais, um projeto de segurança cibernética para a indústria espacial, em 2019. A MITRE e parceiros como Harvard Innovation Labs e MassChallenge lançaram o Bridging Innovation em 2020 para conectar agências governamentais e startups. A MITRE é membro da Coalizão de Saúde para a COVID-19, que é co-presidida por Jay Schnitzer. Em junho de 2020, a coalizão lançou o Painel de Apoio à Decisão sobre a COVID-19, que usa dados públicos para avaliar as tendências de transmissão e exibir indicadores codificados por cores com base no desempenho por jurisdição. A MITRE também faz parte da coalizão Fight Is In Us, um esforço colaborativo entre defensores, empresas e funcionários do governo para promover a doação de plasma para o tratamento de pacientes durante a pandemia de COVID-19.

### Desafios
O Desafio de Sistemas de Aeronaves Não Tripuladas de Combate da MITRE em 2016 convidou os candidatos a "demonstrar sistemas que detectem e parem drones com peso inferior a cinco libras que apresentem um risco de segurança ou proteção". O Desafio de Identificação Única de Dispositivos da Internet das Coisas da empresa encarregou os candidatos de melhorar a segurança dos dispositivos conectados. Em 2020, a MITRE participou do Desafio Too Close for Too Long do Instituto Nacional de Padrões e Tecnologia para "ajudar a avaliar e potencialmente melhorar o desempenho do Bluetooth na linha de base para ajudar a detectar quando os usuários de smartphones estão muito próximos uns dos outros".

## Locais
Além das sedes em Bedford e McLean, a MITRE tem mais de 60 outros locais nos Estados Unidos e em todo o mundo. Em Nova Jersey, dois escritórios abrigam aproximadamente 60 funcionários, em setembro de 2020. Até 70 por cento dos funcionários puderam continuar trabalhando remotamente, mesmo depois que as restrições associadas à pandemia COVID-19 foram suspensas.
O centro de processamento de dados da MITRE em Bedford, originalmente construído durante a década de 1980 e conhecido como Centro de computação de Alto Desempenho desde 2015, foi reformado com um sistema de resfriamento baseado em fluido refrigerante, resultando em custos operacionais mais baixos e maior capacidade de computação. Em 2023, um grande tanque subterrâneo de testes de equipamentos marítimos foi inaugurado na sede de Bedford. A sede de McLean da empresa abriga o Laboratório de Demonstração e Experimentação Integrada para Aeronáutica, bem como o Laboratório de Experimentação de Sistemas Autônomos Móveis, que se concentra em carros autônomos. O laboratório da MITRE em Singapura, chamado Mitre Asia Pacific Singapore (MAPS), avalia e exibe "vários conceitos de segurança e tráfego aéreo em preparação para o futuro".

## Reconhecimento
Em junho de 2008, a MITRE foi agraciada com a Medalha do Secretário de Defesa por Serviço Público Excepcional por "contribuições significativas em comunicações, comando e controle, tomada de decisões, inteligência, ciberespaço e apoio de campo aos combatentes, bem como pesquisa e desenvolvimento".